# Q10
A Q10-koenzim (más néven ubikinon, ubidekarenon, koenzim-Q, amelyet időnként CoQ10 /ˌkoʊ ˌkjuː ˈtɛn/, CoQ, Q10, vagy Q formában rövidítenek) 1,4-benzokinon, ahol Q a kinoncsoportra, 10 pedig a láncrészben található izoprenil-alegységek számára utal.

## Leírása
Olajban oldódó, vitaminszerű anyag. A legtöbb eukarióta sejtben jelen van, főleg a mitokondriumban. Az elektrontranszportlánc egyik alkotóeleme, részt vesz az aerob sejtlégzésben: energiát termel ATP formájában. Az emberi testben termelődő energia 95%-ban így jön létre. A CoQ10 koncentrációja ezért a legnagyobb energiaigényű szervekben a legmagasabb – ilyen a szív, a máj és a vese.
A Q10-koenzimnek három redoxállapota van: a teljesen oxidált (ubikinon), a szemikinon (ubiszemikinon) és a teljesen redukált forma (ubikinol). A molekula azért tudja ellátni feladatát az elektrontranszportláncban is és antioxidánsként is, mert teljesen oxidált és teljesen redukált formája is létezik.

## Felfedezése és története
A Q10-koenzimet Fredrick L. Crane professzor és munkatársai fedezték fel a Wisconsin–Madison Egyetem Enzimológiai Intézetében 1957-ben. 1958-ban a Mercknél dolgozó Karl Folkers és munkatársai írták le a kémiai szerkezetét. 1968-ban Folkers professzori címet kapott az Austinban található Texasi Egyetem Kémiai tanszékén. 1961-ben Peter Mitchel vetette fel az elektrontranszportlánc koncepcióját (amelyben a CoQ10 alapvető protonvonzó szerepet játszik). Ezért a felfedezéséért 1978-ban Nobel-díjat kapott. 1972-ben Gian Paolo Littarru és Karl Folkers egymástól függetlenül igazolta a CoQ10 hiányát emberi szívbetegségben. Az 1980-as években jelentősen megnőtt a klinikai vizsgálatok száma, mert a tiszta CoQ10 nagy mennyiségben állt rendelkezésre, és kialakultak azok a módszerek, amelyekkel mérhetővé vált a CoQ10 koncentrációja a plazmában és a vérben. A molekula gyökfogó antioxidáns szerepét részletesen Lars Ernster magyar száramzású svéd biokémikus tanulmányozta. A későbbiekben számos tudós tanulmányozta a molekulát, annak különböző betegségekben – így a szív- és érrendszeri betegségekben és daganatos betegségekben – játszott szerepét.

## Kémiai jellemzők
A Q-koenzim egyes formái az oldalláncban lévő izoprenoid-alegységek számában különböznek. Emberben a leggyakoribb Q-koenzim a CoQ10. A Q a kinon feji részére, a 10 pedig a láncban található, ismétlődő izoprén-egységek számára utal.
A CoQ10 számos sejtorganellum membránjában megtalálható. A sejtben az elsődleges szerepe az energiatermelés, így a legnagyobb koncentrációban a mitokondrium belső membránjában van jelen. CoQ10-et tartalmazó sejtszervecske többek között az endoplazmatikus retikulum, a peroxiszóma, a lizoszóma és a vezikulum.

## A CoQ10 és az elektrontranszportlánc
A zsírban oldódó CoQ10 átjut a sejtmembránon, így létfontosságú szerepet tölt be az elektrontranszportláncban. A belső mitokondriális membránban a NADH-ból és borostyánkősavból származó elektronok az elektrontranszpont-láncon keresztül eljutnak az oxigénhez, és azt vízzé redukálják. Az elektronok áramlása az elektrontranszportláncon keresztül H+-ionokat juttat át a membránon, így protongrádiens alakul ki a membrán két oldalán; ezeket a protokokat a (membránon található) ATP-szintetáz használja fel az ATP termeléséhez. Ebben a folyamatban a CoQ10 elektronhordozóként funkcionál: az I. és II. enzimkomplexumtól a III. enzimkomplexumhoz szállítja az elektronokat. Ez létfontosságú része a folyamatnak, mert semmilyen más molekula nem képes ellátni ezt a feladatot. Így a CoQ10 a szervezet minden egyes sejtjében részt vesz az energiatermelésben.

## A CoQ10 antioxidáns-funkciója
A CoQ10 antioxidáns-természete az energiahordozó-funkcióból ered. Energiahordozóként a CoQ10 molekula folyamatosan oxidációs-redukciós cikluson megy át. Amikor felveszi az elektronokat, redukálódik. Amikor leadja az elektronokat, oxidálódik. Redukált formájában a CoQ10-molekulában az elektronok meglehetősen lazán helyezkednek el, így ez a CoQ-molekula könnyen leadja az egyik – vagy mindkét – elektronját, és ezáltal antioxidánsként működik. A CoQ10 gátolja a lipid-peroxidációt azáltal, hogy megelőzi a lipid peroxilgyökök (LOO) termelődését. Ezen kívül a CoQH2 redukálja a kezdeti perferrilgyököt és oxigéngyököt, és ezzel egyidejűleg ubiszemikinon és H2O2 keletkezik. A kezdeti perferrilgyökök semlegesítése megelőzi a lipid-peroxidáció előrehaladását, ami nemcsak a lipideket, de a fehérjéket is megóvja az oxidációtól. Emellett a CoQ redukált formája hatékonyan regenerálja az E-vitamint az α-tokoferol gyökből és ezáltal meggátolja a továbbterjedési lépést. Oxidatív stressz alkalmával a H2O2 és a DNS-molekulához kötődő fémionok kölcsönhatásában hidroxil-gyökök keletkeznek, a CoQ pedig hatékonyan előzi meg a bázisok oxidációját, különösen a mitokondriális DNS-ben. Más antioxidánsokkal ellentétben ez a vegyület a lipid- és a fehérjeoxidáció beindulását és továbbterjedését egyaránt gátolja. Ezen kívül regenerál más antioxidánsokat, például az E-vitamint. A keringésben lévő CoQ10 az LDL-ben megakadályozza az LDL oxidálódását, így előnyös hatást fejt ki szív- és érrendszeri betegségekben.

## Bioszintézis
Az acetil-koA molekulából kiindulva a mevalonát útvonal többlépcsős folyamatában farzenil-PP (FPP) képződik, amely a koleszterin, a CoQ, a dolikol és az izoprenilált fehérjék prekurzora. Ennek az útvonalnak az egyik fontos enzime a HMG Ko-A reduktáz, amely gyakori célpont a cardiovascularis szövődmények kezelésében. A CoQ hosszú izoprenoid oldalláncát a transz-prenil-transzferáz szintetizálja, amely az FPP-t több izopentenil-PP (IPP) molekulával kondenzálja, minden esetben transz konfigurációban. A következő lépésben ez a poliizoprenoid oldallánc kondenzálódik 4-hidroxi-benzoáttal, amelyet a poliprenil-4-hidroxi-benzoát transzferáz enzim katalizál. A hidroxi-benzoát tirozinból vagy fenilalaninból szintetizálódik. A mitokondriumokban való jelenlétük mellett ez a két kiindulási reakció az endoplazmatikus retikulumban és a peroxiszómákban is végbe megy, amely azt jelzi, hogy az állati sejtekben a szintézis több helyszínen zajlik. Az utóbbi években egyre nagyobb hangsúly került az CoQ10 endogén bioszintézisének fokozására, mint a CoQ10 hiány kezelésének egyik lehetséges stratégiájára.
Az érintett gének a PDSS1, PDSS2, COQ2 és COQ8/CABC1.

## Felszívódás és metabolizmus

### Felszívódás
A CoQ10 vízben oldhatatlan kristályos por. Felszívódása a lipidekével azonos folyamattal történik a felvételi folyamat pedig az E-vitaminéhoz (egy másik zsírban oldódó tápanyag) hasonló. Az emberi szervezetben ez a folyamat úgy zajlik, hogy a vékonybelekbe kiválasztódnak a hasnyálmirigy enzimjei és az epe, és ezek elősegítik a lipofil anyagok felszívódásához szükséges emulgeálódást és micellaképződést. Az étel elfogyasztása serkenti az epesavak kiválasztódását és jelentősen fokozza a CoQ10 felszívódását. A kívülről bevitt CoQ10 a vékonybélből szívódik fel és a legjobban étkezés közben bevéve szívódik fel. A szérum CoQ10 koncentrációja étkezés után magasabb, mint éhomi állapotban.

### Metabolizmus
A CoQ10 állati és emberi szervezetben történő lebomlásával kapcsolatban korlátozottak az adatok. Egy C14 izotóppal jelzett CoQ10-zel patkányokon elvégzett vizsgálat szerint a radioaktivitás legnagyobb része a májban volt kimutatható 2 órával a szájon át történő elfogyasztás után, amikor a maximális radioaktivitás megfigyelhető volt a plazmában, de meg kell jegyezni, hogy patkányokban a koenzim-Q domináns formája a CoQ9. Úgy tűnik, hogy a CoQ10 minden szövetben metabolizálódik, de az elimináció fő útvonala az epével és széklettel való kiválasztódás. A CoQ10 kiegészítő megvonása után a szint néhány napon belül tér vissza a normál értékre függetlenül az alkalmazott formától.

## CoQ10 hiány és toxicitás
Emberben két fő tényező vezet CoQ10 hiány kialakulásához: a bioszintézis csökkenése és a szervezet általi fokozott felhasználás. A CoQ10 fő forrása a bioszintézis. Ehhez legalább 12 gén szükséges; számos ilyen génnek a mutációi CoQ hiányt okoznak. A CoQ10 szinteket más genetikai hibák is befolyásolhatják (például a mitokondriális DNS, ETFDH, APTX és BRAF gének mutációi; ezek olyan gének, amelyek nincsenek közvetlen összefüggésben a CoQ10 bioszintetikus folyamattal), míg a sztatinok szerepe vitatott. Egyes krónikus betegségekről (rák, szívbetegség stb.) is úgy vélik, hogy csökkentik a bioszintézist és növelik a szervezet CoQ10 igényét, de ezeket az állításokat nem támasztják alá egyértelmű adatok. A CoQ10 nagy dózisban alkalmazva általában nem okozott toxicitást. Egészséges és beteg személyek az akár 3600 mg napi adagot is jól tolerálták. Nagyon nagy adagok bevétele esetén azonban néhány (főként emésztőrendszeri) mellékhatásról beszámoltak. A „megfigyelt biztonságos szint” (observed safe level – OSL) kockázatbecslési módszer alkalmazásával a napi max. 1200 mg fogyasztásának biztonságossága bizonyítható, így ez a szint tekinthető az OSL értéknek.

## Klinikai vizsgálati technikák
Bár a plazma CoQ10 szint mérhető, ezek a mérések inkább az étrendi bevitelt tükrözik semmint a szöveti státuszt. Jelenleg a klinikai centrumok többségében bőr fibroblaszt, izombiopszia és vér mononukleáris sejttenyészetekben mérik a CoQ10 szinteket. A fibroblaszt kultúrák segítségével értékelhető az endogén CoQ10 bioszintézis mértéke is, a C14 izotóppal jelzett p-hidroxi-benzoát felvétel mérésével.

## A sztatinok és béta-blokkolók által kifejtett gátló hatás
A Q10-koenzim bioszintetikus útvonala a koleszterinével közös. A Q10-koenzim egyik köztes prekurzorának, a mevalonátnak a szintézisét egyes béta-blokkolók, vérnyomáscsökkentők és sztatinok, a koleszterinszint csökkentő gyógyszerek egyik csoportja gátolja. A sztatinok akár 40%-kal csökkenthetik a Q10-koenzim szérum szintjét. Egyes kutatások szerint logikus lehetőség a Q10-koenzim kiegészítők alkalmazása olyan kezelések esetén, amelyek csökkenthetik az endogén Q10-koenzim termelést, az alapján, hogy a kedvező hatás nagyon valószínű, a kockázat pedig nagyon kicsi. Azonban még jelenleg sem állnak rendelkezésre egyértelmű adatok, amelyek alátámasztják a CoQ10 hiány szerepét a sztatinokkal összefüggő myopathia patogenezisében.

## Farmakokinetika
A CoQ10 farmakokinetikájával kapcsolatban néhány cikket publikáltak. A maximális plazmakoncentráció 2-6 órával a szájon át történő bevétel után figyelhető meg, főként a vizsgálat elrendezésétől függően. Egyes vizsgálatokban megfigyeltek egy második plazma csúcsot is körülbelül 24 órával a bevétel után, amely feltehetően az enterohepatikus körforgásnak és a májból a keringésbe történő újraeloszlásnak egyaránt köszönhető. Tomono és munkatársai deutériummal jelzett kristályos CoQ10 felhasználásával vizsgálták a farmakokinetikát emberben, és azt állapították meg, hogy a felezési idő 33 óra.

### A CoQ10 biohasznosulásának javítása
Jól ismert tény, hogy mennyire fontos a gyógyszerek formulálásának módja a biohasznosulás szempontjából. A CoQ10 szájon át történő alkalmazását követő biohasznosulásának javítása érdekében számos új megközelítést vizsgáltak, és különböző készítményeket és formákat fejlesztettek ki és teszteltek állatokban vagy emberekben.

### A részecskeméret csökkentése
A nyilvánvaló stratégia a részecskeméret mikro- és nano- nagyságrendűre való csökkentése. A nanorészecskék több különböző gyógyszer esetében bizonyultak hatékony beviteli rendszernek és a beszámolók szerint javítják a rossz felszívódási jellemzőkkel bíró gyógyszerek biohasznosulását; a felszívódás módját és a hatásosságot befolyásolta a részecskeméret csökkentése. Ez a protokoll eddig még nem igazolta sikerességét a CoQ10 esetében, bár a jelentések jelentősen eltérőek. A finom por formájú CoQ10 tiszta vízben történő szuszpendálásának is csak csekély hatása volt.

### CoQ10 olajos szuszpenziót tartalmazó lágy gélkapszulák
A sikeres megközelítés az emulziós rendszer használata volt az emésztőrendszerből történő felszívódás elősegítésére és a biohasznosulás javítására. A szójaolajos emulziók (lipid mikroszférák) lecitinnel hatékonyan stabilizálhatók és felhasználhatók lágy zselatinkapszulás készítmények előállításához. Az egyik első ilyen próbálkozás esetében Ozawa és munkatársai végeztek farmakokinetikai vizsgálatot beagle kutyákon, amelyben a CoQ10 szójaolajos emulzióját tanulmányozták; a lipid mikroszférák alkalmazása során a plazma CoQ10 szintek mintegy kétszer magasabbak voltak a kontroll tablettás készítményhez képest. Bár egy kutyákon elvégzett későbbi vizsgálatban Kommuru és munkatársai az olaj bázisú lágy gélkapszulás készítménnyel majdnem teljesen elhanyagolható javulást észleltek a biohasznosulás tekintetében, a CoQ10 jelentősen megnövekedett biohasznosulását számos olaj bázisú készítménnyel a többi vizsgálatok többsége megerősítette.

### A CoQ10 jobb vízoldhatóságú új formái
A gyógyszerhatás megnövelése a vízoldhatóság javításával gyakori stratégia a gyógyszeriparban, és a Q10-koenzim esetében is sikeresnek mutatkozott. Ennek a célnak az elérése érdekében több különböző megközelítést dolgoztak ki, amelyek közül számos jobb eredményeket produkált, mint az olaj bázisú gélkapszulák, az utóbbi összetételének optimalizálására irányuló számos próbálkozás ellenére is. Ilyen megközelítés például a szilárd CoQ10 tiloxapol polimerrel készült vizes diszperzióinak alkalmazása, a különböző szolubilizálószereket, például lecitint tartalmazó készítmények, és a komplexképzés ciklodextrinekkel; az utóbbiak közül a β-ciklodextrinnel képzett komplexről azt igazolták, hogy nagy mértékben megnövelte a biohasznosulást és a gyógyszer- és élelmiszeriparban is használják a CoQ10 tartalom dúsítására. Emellett más új hordozó rendszerek, például a liposzómák, nanorészecskék, dendrimerek stb. is felhasználhatók a Q10-koenzim biohasznosulásának javítására.

## Szedésének előnyei
A Q10-koenzim az Egyesült Államokban a harmadik legkelendőbb étrend-kiegészítő az omega-3 és a multivitaminok után.
A Mayo Klinika szerint a „CoQ10-et számos kórállapotban alkalmazták, ajánlották és vizsgálták már, de sok területen kezelésként való alkalmazása vitatott”. A Q10-koenzimet a ritka betegségek kezelésére szolgáló (ún. árva) gyógyszerként engedélyezték a Huntington-szindróma és a mitokondriális citopátiák terápiájára;[forrás?] további alkalmazási területei még nem igazolódtak, így a pangásos szívelégtelenségben és a sportolók teljesítményének javításában való alkalmazás sem.

### A szív egészséges működésének fenntartása
A Q10-koenzim segít a szív- és érrendszer egészséges működésének fenntartásában. Szívelégtelenségben igazolódott a CoQ10-hiány jelenléte. Nemrégiben igazolták, hogy a CoQ10 plazmakoncentrációja krónikus szívelégtelenségben a mortalitás független előjelzője, és a CoQ10 hiánya hátrányos a krónikus szívelégtelenség hosszú távú prognózisa szempontjából. A CoQ10 több európai országban gyógyszerként kapható, de ugyanezekben az országokban étrend-kiegészítőként is rendelkezésre áll. Úgy vélik, hogy a keringő LDL oxidációja szerepet játszik az érelmeszesedés patogenezisében, amely a szívmegálláshoz, az ischaemiás stroke-hoz és a krónikus szívbetegséghez vezető alapvető rendellenesség. A harmadik évezred első évtizedében történt vizsgálatok szerint a humán LDL ubikinol tartalma védelmet nyújt az LDL oxidatív módosulásaival szemben, ezzel csökkentve az atherogén potenciált.

### Migrénes fejfájások
Azt figyelték meg, hogy a Q10-koenzim kedvező hatást fejt ki migrénes fejfájásban szenvedőknél. Mostanáig három vizsgálat történt, amelyek közül kettő kis méretű volt, és nem alkalmazott placebo csoportot, nem randomizált vizsgálatok voltak, és nyílt elrendezésben történtek, a harmadik kettős-vak, randomizált, placebo kontrollos vizsgálat volt, amelyben statisztikailag szignifikáns eredményeket figyeltek meg annak ellenére, hogy a minta kicsi volt, 42 beteg vett részt benne. Az alkalmazott napi adag 150–300 mg volt.
Hatékonyan alkalmazták a migrénes rohamok megelőzésében, különösen napi 500 mg magnézium-citrát és 400 mg B2-vitamin alkalmazása mellett.

### Rák
CoQ10-et a rák kezelésében valamint a daganatellenes kezelés által okozott mellékhatások enyhítésében is vizsgálták.

### Szívmegállás
Egy másik nemrégiben lezajlott vizsgálat szerint a szívmegállás utáni túlélési arány kedvezőbben alakul, ha a test 32–34 Celsius-fokra hűtésének megkezdése mellett Q10-koenzimet is adnak.

### Vérnyomás
Embereken végzett vizsgálatokból több beszámoló is született arról, hogy a CoQ10 hatással van a vérnyomásra.
A magas vérnyomásban alkalmazott CoQ10 klinikai vizsgálatainak nemrégiben elvégzett (2007) metaanalízise során minden olyan publikált vizsgálatot áttekintettek, amelyben a Q10-koenzimet a magas vérnyomás kezelésében alkalmazták, és értékelték a teljes hatásosságot, a terápiás hatás következetességét és a mellékhatások előfordulási gyakoriságát. A metaanalízist 12 klinikai vizsgálattal (362 beteg) végezték el, amelyek között három randomizált, kontrollos, egy keresztezett és nyolc nyílt vizsgálat szerepelt. A metaanalízis során azt a következtetést vonták le, hogy a Q10-koenzim magas vérnyomásos betegeknél akár 17 Hgmm-rel csökkentheti a szisztolés és akár 10 Hgmm-rel a diasztolés vérnyomást, jelentős mellékhatások nélkül.

### Fogágybetegség
A vizsgálatok szerint a beteg ínyszövet CoQ10 hiányos az egészséges ínyszövettel összehasonlítva. Humán klinikai vizsgálatok alapján összefüggés lehet a CoQ10 szájon át történő alkalmazása és az íny egészségének javulása, az ínyszövet immunreakciója, valamint a beteg íny regenerálódása között. A szájon át bevett kiegészítés mellett a lokálisan az ínyszöveten alkalmazott CoQ10 enyhítette a gyökérhártya-gyulladást (periodontitis) és az ínygyulladást (gingivitis).

### Élettartam
Egy vizsgálat szerint a kis dózisban alkalmazott Q10-koenzim csökkenti az oxidációt és a kettős szálú DNS-lánc töréseit, és a többszörösen telítetlen zsírsavakban gazdag étrend és a Q10-koenzim kombinációja patkányokban megnöveli az élettartamot. Coles és Harris patkányokban az élettartam megnövekedését mutatták ki, amikor az állatok Q10-koenzimet kaptak. Azóta azonban több vizsgálatban is előfordult, hogy egerekben és patkányokban nem igazolódott az élettartam növekedése vagy az öregedés lassulása Q10-koenzim hatására. Egy másik vizsgálat azt igazolta, hogy a Q10-koenzim meghosszabbítja a C. elegans (fonálféreg) élettartamát.

### Sugárzás okozta károsodás
Egy 2002-es vizsgálatban arról számoltak be, hogy laboratóriumi patkányokkal végzett kísérletekben az étrend-kiegészítőként alkalmazott Q10-koenzim csökkentette a részecskesugárzásnak az állatok vérére gyakorolt káros hatását.

### Parkinson-kór
2002-ben 80 Parkinson-kóros beteggel elvégzett vizsgálat azt igazolta, hogy a napi 1200 mg 44%-kal csökkentette a progressziót,. egy III. fázisú vizsgálat pedig napi 1200 mg és 2400 mg adagokkal 2011-ben fejeződött be.

## Az ételek és étrend-kiegészítők Q10-koenzim koncentrációja
Nemrégiben részletes áttekintéseket publikáltak a CoQ10 előfordulásáról és étrendi fogyasztásáról. Az endogén szintézis mellett a CoQ10-hez a szervezet a különböző ételekkel is hozzájut. A tudományos közönség e vegyület iránti nagy érdeklődése ellenére nagyon kevés vizsgálatot végeztek az egyes étrendi összetevők CoQ10 tartalmára vonatkozóan. A témával kapcsolatos első beszámoló 1959-ben született, de az analitikai módszerek érzékenysége és szelektivitása ebben az időszakban még nem tette lehetővé megbízható vizsgálatok elvégzését, különösen alacsony koncentrációk esetében. Az analitikai kémia azóta bekövetkezett fejlődésével ma már lehetővé vált a különböző élelmiszerek CoQ10 koncentrációjának megbízhatóbb meghatározása (lásd az alábbi táblázatot).
Egyes élelmiszerek CoQ10 szintje
| Étel          | A Q10-koenzim koncentrációja (mg/kg) |
| ------------- | ------------------------------------ |
| Marha         |                                      |
| Szív          | 113                                  |
| Máj           | 39-50                                |
| Izom          | 26-40                                |
| Sertés        |                                      |
| Szív          | 11,8-128,2                           |
| Máj           | 22,7-54,0                            |
| Izom          | 13,8-45,0                            |
| Hal           |                                      |
| Szardínia     | 5-64                                 |
| Makréla       |                                      |
| Vörös húsú    | 43-67                                |
| Fehér húsú    | 11-16                                |
| Lazac         | 4-8                                  |
| Tonhal        | 5                                    |
| Olajok        |                                      |
| Szója         | 54-280                               |
| Olíva         | 4-160                                |
| Szőlőmag      | 64-73                                |
| Napraforgó    | 4-15                                 |
| Rizskorpa     |                                      |
| Kókuszdió     |                                      |
| Olajos magvak |                                      |
| Földimogyoró  | 27                                   |
| Dió           | 19                                   |
| Szezámmag     | 18-23                                |
| Pisztácia     | 20                                   |
| Mogyoró       | 17                                   |
| Mandula       | 5-14                                 |
| Zöldségek     |                                      |
| Petrezselyem  | 8-26                                 |
| Brokkoli      | 6-9                                  |
| Karfiol       | 2-7                                  |
| Spenót        | max. 10                              |
| Szőlő         | 6-7                                  |
| Kínai kel     | 2-5                                  |
| Gyümölcs      |                                      |
| Avokádó       | 10                                   |
| Feketeribizli | 3                                    |
| Eper          | 1                                    |
| Narancs       | 1-2                                  |
| Grapefruit    | 1                                    |
| Alma          | 1                                    |

Az élelmiszerek közül a húsok és a hal CoQ10 tartalma a legmagasabb; több mint 50 mg/kg található a marha-, a sertés- és a csirkeszívben és a csirkemájban. A tejtermékekben jóval kevesebb a CoQ10 az állati szövetekhez képest. A növényi olajok is elég magas CoQ10 tartalmúak. A zöldségek közül a petrezselyem és a perilla a leggazdagabb CoQ10 források, de a szakirodalomban jelentős különbségek vannak a CoQ10 szintjeik tekintetében. A brokkoli, a szőlő és a karfiol közepes CoQ10 források. A gyümölcsök és bogyós növények többsége rossz vagy nagyon rossz CoQ10 forrás, amelyek közül az avokádó kivétel, viszonylag magas CoQ10 tartalmával.

## Bevitel
A fejlett országokban a CoQ10 becsült napi bevitele 3–6 mg, amely elsősorban húsból származik.

## A hő és feldolgozásának hatása
Az olajban sütés 14–32%-kal csökkenti a CoQ10 tartalmat.

## Fordítás
- Ez a szócikk részben vagy egészben a Coenzyme Q10 című angol Wikipédia-szócikk ezen változatának fordításán alapul.  Az eredeti cikk szerkesztőit annak laptörténete sorolja fel. Ez a jelzés csupán a megfogalmazás eredetét és a szerzői jogokat jelzi, nem szolgál a cikkben szereplő információk forrásmegjelöléseként.